# Gastromyzon viriosus
Gastromyzon viriosus és una espècie de peix de la família dels balitòrids i de l'ordre dels cipriniformes.

## Morfologia
Els mascles poden assolir els 5,4 cm de longitud total.

## Distribució geogràfica
Es troba a Sarawak (Malàisia).